# HMCS Nootka (R96)
«Нутка» (R96) (англ. HMCS Nootka (R96) — військовий корабель, ескадрений міноносець типу «Трайбл» Королівського військово-морського флоту Канади післявоєнних років.
Ескадрений міноносець «Нутка» був замовлений 4 січня 1941 року. Закладка корабля відбулася 20 травня 1942 року на верфі компанії Halifax Shipyard у Галіфаксі. 26 квітня 1944 року він був спущений на воду, а 9 серпня 1946 року увійшов до складу Королівських ВМС Канади.